# Mairie Laube
L'ancienne mairie dite Laube est un monument historique situé à Krautergersheim, dans le département français du Bas-Rhin.

## Localisation
Ce bâtiment est situé au 1, rue de l'École à Krautergersheim.

## Historique
L'édifice fait l'objet d'une inscription au titre des monuments historiques depuis 1986.

## Architecture

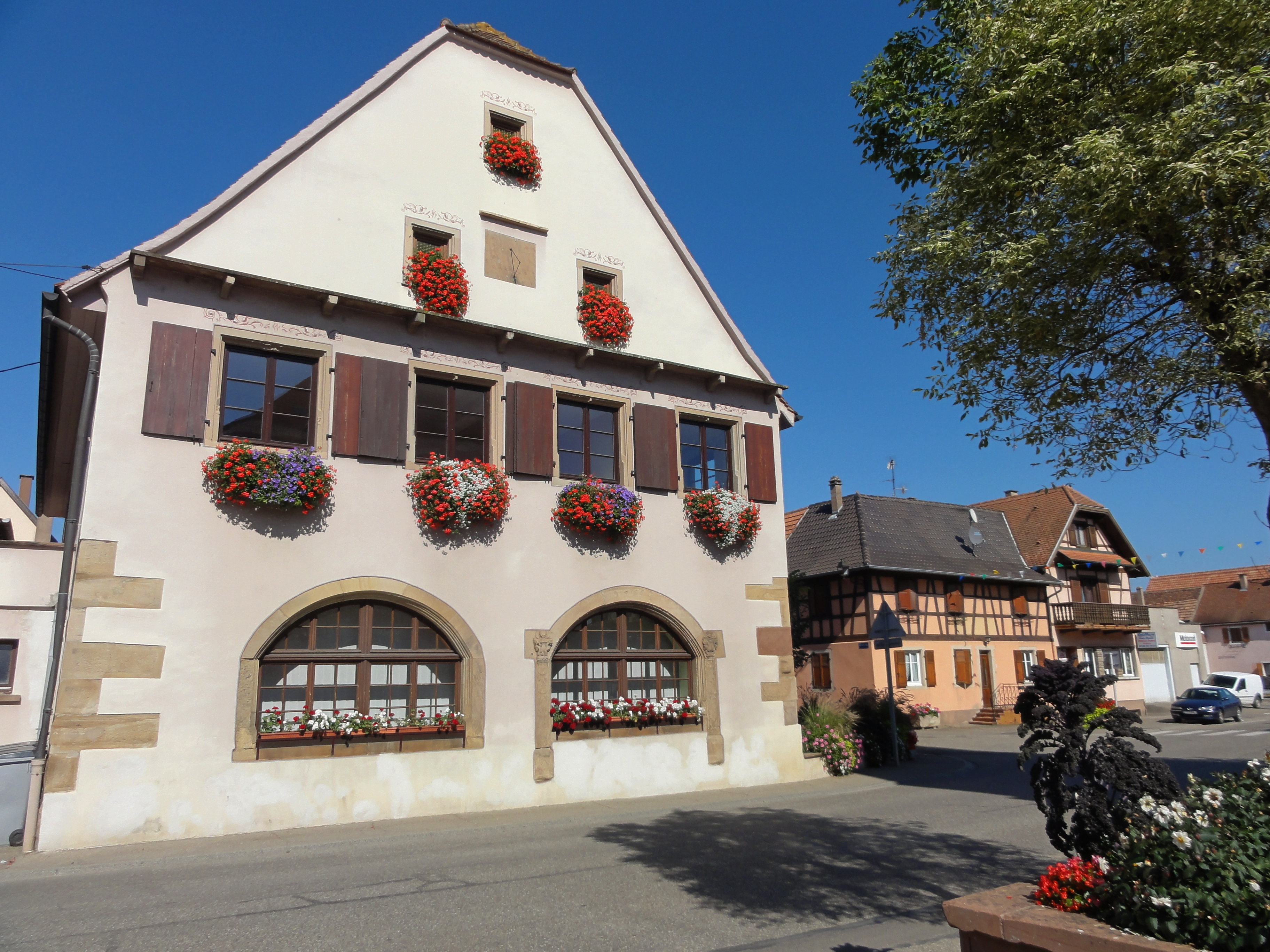
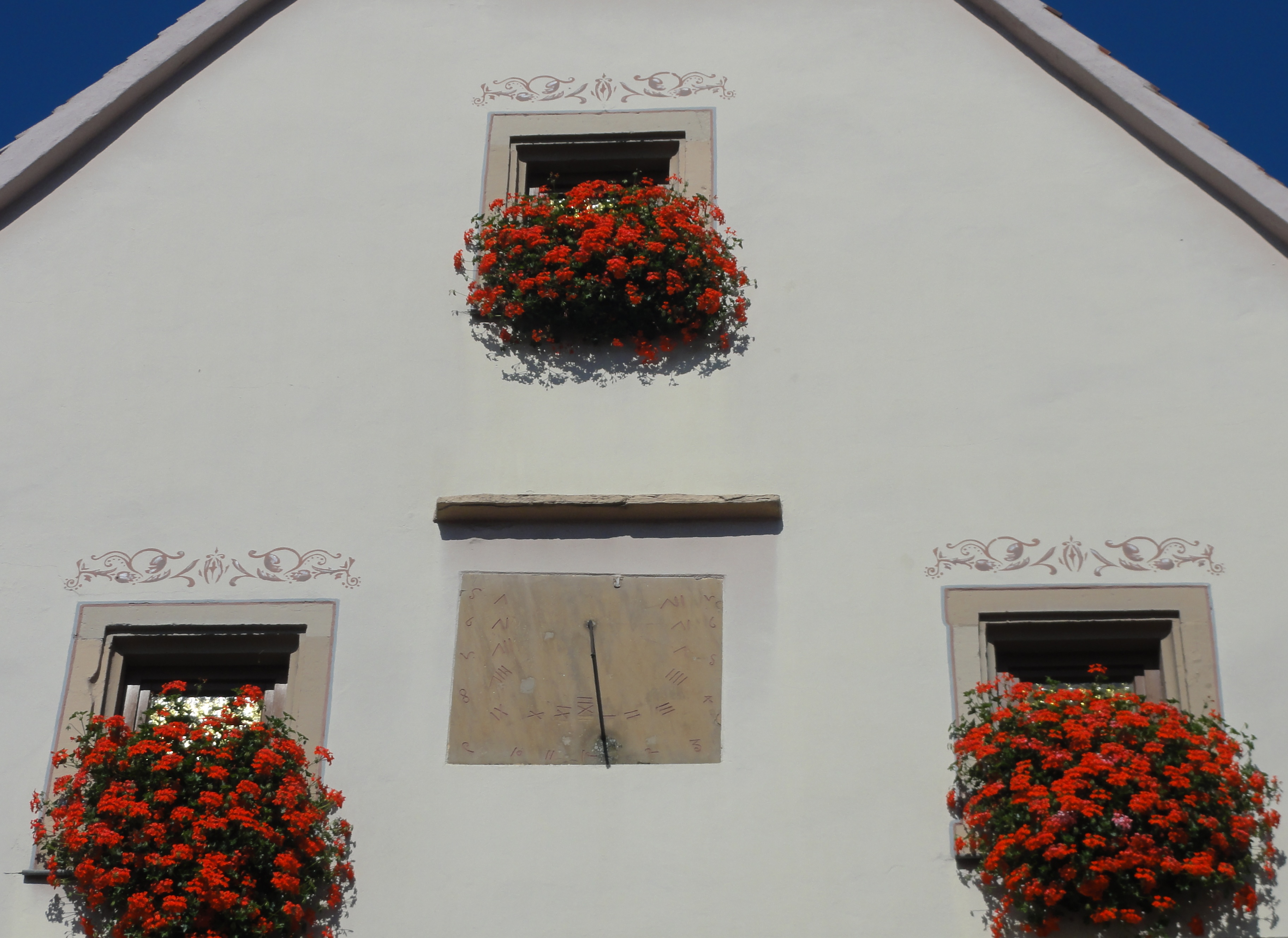
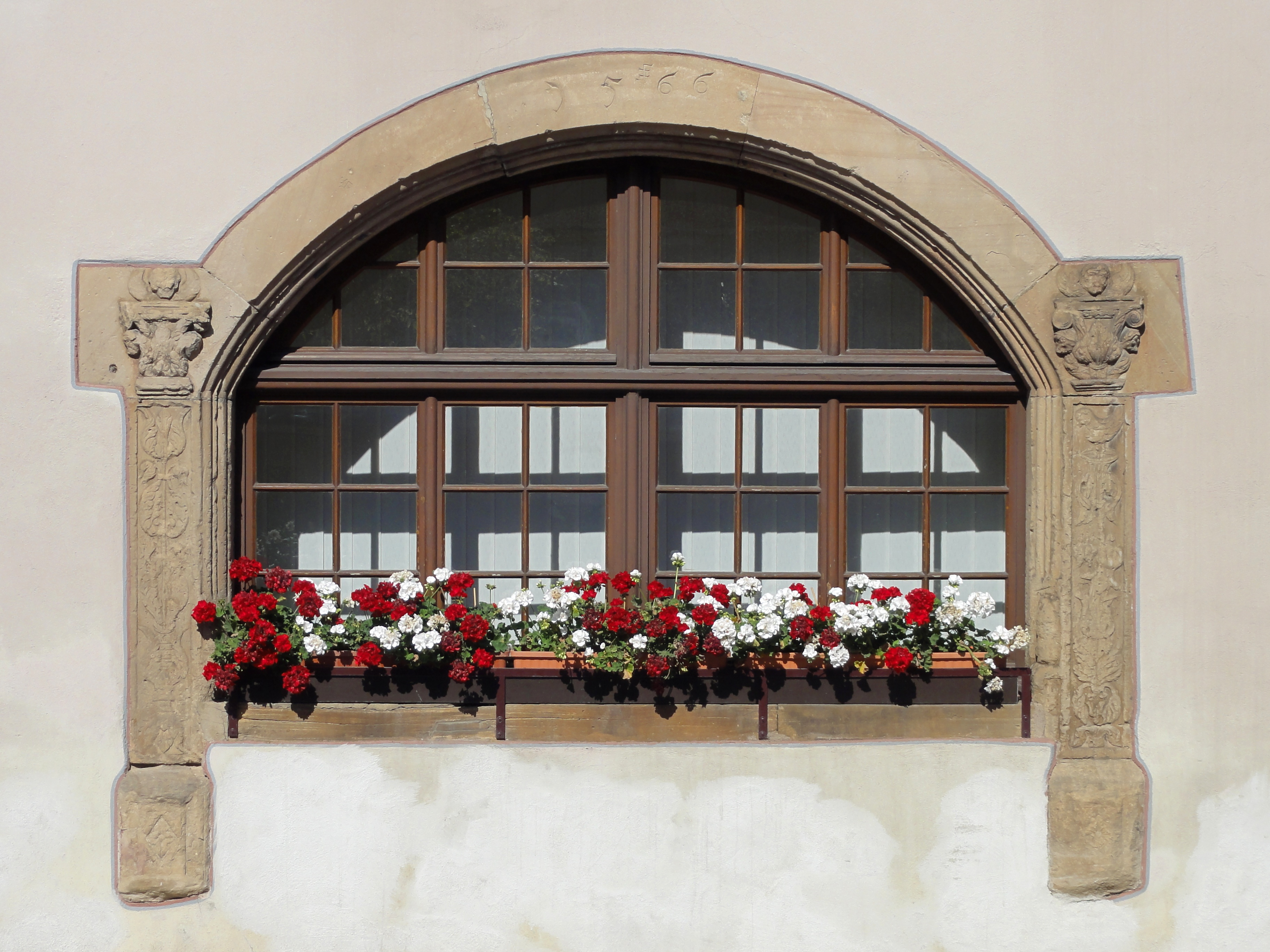